# Lagomorpha (Musiker)
Lagomorpha (* 1975 in Arolsen) ist ein Musiker, Komponist und Musikproduzent aus Hessen. Sein bekanntestes Werk ist Skyline, ein Instrumentalstück, das u. a. in zahlreichen Videos auf YouTube als Hintergrund benutzt wurde.

## Werk
Lagomorpha produziert seit den späten 1990er Jahren elektronische Musik, die stilistisch im Bereich der Electronica angesiedelt werden kann und mal eher in Richtung Techno und mal eher in Richtung Trance geht. Er komponiert und produziert ausschließlich Instrumentalmusik und arbeitet dabei überwiegend softwarebasiert mit Software-Synthesizern und der Digital Audio Workstation Ableton Live.
Er hat bislang vier Alben veröffentlicht: The Lagomorpha Experience erschien 2006. Das zweite Album, Pader-City Beats, erschien zwar 2009, enthielt aber ausschließlich Songs, die aus der Zeit vor The Lagomorpha Experience stammen. Es folgte 2012 das dritte Album Dear Diary und 2013 erschien Ride On, welches bei den 13. Independent Music Awards in der Kategorie Dance/Electronica Album nominiert war und dort den Publikumspreis gewann.
An Heilig Abend 2018 veröffentlichte er sein fünftes Album „Epsilon“ mit 14 neuen Tracks und einer Spiellänge von einer Stunde und 15 Minuten.